# René Mücher
René Mûcher, né le 9 septembre 1950, est un joueur de football néerlandais. Il évoluait au poste d'attaquant.

## Biographie
Il joue la majeure partie de sa carrière en Belgique, principalement au Beerschot et à La Gantoise.
Mücher passa trois saisons comme joueur-entraîneur au KSV Bornem puis il termina son parcours au FC Le Lorrain Arlon en Promotion (D4).

## Palmarès
- 2 fois vainqueur de la Coupe de Belgique en 1979 avec Beerschot VAV et 1984 avec La Gantoise[1].